# Comté de Johnson (Nebraska)
Pour les articles homonymes, voir Johnson et Comté de Johnson.
Le comté de Johnson est un comté de l'État du Nebraska, aux États-Unis. Son siège est la ville de Tecumseh